# ФК «Химик» (Дзержинск) в сезоне 2022/2023
Сезон 2022/2023 годов станет для футбольного клуба «Химик» 2-м после его возрождения. По итогам сезона 2021/2022 ФК «Химик» занял 21-е место.

## Хронология сезона

### Первая часть
- 1 июня 2022 года Геннадий Масляев покинул пост главного тренера «Химика» в связи с истечением контракта.
- 24 июня 2022 года Сергей Передня возглавил «Химик».[1]
- 14 июля на стадионе «Химик» прошла традиционная встреча с болельщиками, на которой обсуждались вопросы подготовки команды к сезону, а также организации клубом выездов для болельщиков.[2]

## Состав

### Основной состав
| 13 | Флаг России | Вр  | Иван Сальников    | 1999 |  |  |  |  |
| 16 | Флаг России | Вр  | Никита Шулкин     | 2002 |  |  |  |  |
| 66 | Флаг России | Вр  | Рассул Карасёв    | 1997 |  |  |  |  |
|    |             |     |                   |      |  |  |  |  |
| 5  | Флаг России | Защ | Артём Широков     | 1998 |  |  |  |  |
| 17 | Флаг России | Защ | Алексей Макушкин  | 1998 |  |  |  |  |
| 22 | Флаг России | Защ | Данила Чечёткин   | 2000 |  |  |  |  |
| 25 | Флаг России | Защ | Антон Серов       | 2003 |  |  |  |  |
| 35 | Флаг России | Защ | Никита Абрамушкин | 2001 |  |  |  |  |
| 44 | Флаг России | Защ | Алексей Чубукин   | 1995 |  |  |  |  |
| 69 | Флаг России | Защ | Виктор Митрофанов | 2002 |  |  |  |  |
|    |             |     |                   |      |  |  |  |  |
| 3  | Флаг России | ПЗ  | Егор Крюков       | 2000 |  |  |  |  |
| 4  | Флаг России | ПЗ  | Владимир Ермаков  | 1996 |  |  |  |  |
| 6  | Флаг России | ПЗ  | Егор Рябков       | 2001 |  |  |  |  |
| 7  | Флаг России | ПЗ  | Антон Фролов      | 1997 |  |  |  |  |

| 8  | Флаг России | ПЗ  | Алексей Захаров    | 2003 |  |  |  |  |
| 10 | Флаг России | ПЗ  | Артём Мячев        | 2002 |  |  |  |  |
| 14 | Флаг России | ПЗ  | Сергей Дружинин    | 2002 |  |  |  |  |
| 19 | Флаг России | ПЗ  | Сергей Тимошкин    | 1999 |  |  |  |  |
| 23 | Флаг России | ПЗ  | Алексей Шишкин     | 1997 |  |  |  |  |
| 45 | Флаг России | ПЗ  | Александр Груничев | 2003 |  |  |  |  |
| 46 | Флаг России | ПЗ  | Егор Синицын       | 2003 |  |  |  |  |
| 48 | Флаг России | ПЗ  | Иван Сутугин       | 2003 |  |  |  |  |
| 77 | Флаг России | ПЗ  | Даниил Котельников | 2003 |  |  |  |  |
| 88 | Флаг России | ПЗ  | Георгий Минаев     | 2002 |  |  |  |  |
|    |             |     |                    |      |  |  |  |  |
| 28 | Флаг России | Нап | Даниил Храмов      | 2000 |  |  |  |  |
| 11 | Флаг России | Нап | Руслан Кабутов     | 2000 |  |  |  |  |
| 9  | Флаг России | Нап | Игорь Беляков      | 1994 |  |  |  |  |

## Трансферы 2022/23

### Лето 2022
Пришли
| Поз. | Игрок               | Прежний клуб               | Примечания |
| ---- | ------------------- | -------------------------- | ---------- |
| Врт  | Иван Сальников*     | Томь (Томск)               | [ 3 ]      |
| Защ  | Алексей Макушкин*   | Текстильщик (Иваново)      | [ 4 ]      |
| Защ  | Алексей Чубукин*    | Саранск                    | [ 5 ]      |
| Защ  | Виктор Митрофанов*  | воспитанник                | [ 6 ]      |
| ПЗ   | Егор Крюков*        | Волна (Нижегородская обл.) | [ 7 ]      |
| ПЗ   | Алексей Захаров*    | Волна (Нижегородская обл.) | [ 8 ]      |
| ПЗ   | Сергей Тимошкин*    | Саранск                    | [ 9 ]      |
| ПЗ   | Даниил Котельников* | Локомотив-М (Москва)       | [ 10 ]     |
| ПЗ   | Егор Синицын*       | Пари Нижний Новгород       | [ 11 ]     |
| ПЗ   | Александр Груничев* | Пари Нижний Новгород       | [ 11 ]     |
| ПЗ   | Иван Сутугин*       | Пари Нижний Новгород       | [ 11 ]     |
| Нап  | Руслан Кабутов*     | Сокол (Саратов)            | [ 12 ]     |

Ушли
| Поз. | Игрок               | Новый клуб        | Примечания |
| ---- | ------------------- | ----------------- | ---------- |
| Защ  | Филлип Воздроганов* | свободный агент   | [ 13 ]     |
| Защ  | Андрей Дубровин*    | свободный агент   | [ 14 ]     |
| Защ  | Евгений Стрелов*    | свободный агент   | [ 15 ]     |
| Защ  | Кирилл Ломакин*     | свободный агент   |            |
| Защ  | Глеб Шилов*         | Шахтёр (Пешелань) | [ 16 ]     |
| ПЗ   | Дмитрий Ильичев*    | свободный агент   |            |
| ПЗ   | Михаил Лоскутов*    | свободный агент   | [ 17 ]     |
| ПЗ   | Иван Шаров*         | свободный агент   |            |
| ПЗ   | Фёдор Шереметов*    | свободный агент   |            |
| Нап  | Дмитрий Соловьёв*   | Сокол (Саратов)   | [ 18 ]     |

* Свободный агент

### Зима 2023
Пришли
| Поз. | Игрок | Прежний клуб | Примечания |
| ---- | ----- | ------------ | ---------- |
|      |       |              |            |

Ушли
| Поз. | Игрок | Новый клуб | Примечания |
| ---- | ----- | ---------- | ---------- |
|      |       |            |            |

## Руководство клуба
- Евгений Люлин — президент
- Андрей Куваев — генеральный директор
- Константин Гудков — помощник директора по безопасности
- Александр Суворов — помощник директора по работе с болельщиками
- Нина Шумилова — пресс-атташе

## Тренерский штаб
- Сергей Передня — главный тренер
- Николай Кашенцев — тренер
- Артём Загребин — тренер вратарей

## Соревнования
| Соревнование              | Первый матч     | Последний матч  | Раунд-начало | Итог выступления | Статистика выступлений | Статистика выступлений | Статистика выступлений | Статистика выступлений | Статистика выступлений | Статистика выступлений | Статистика выступлений | Статистика выступлений |
| Соревнование              | Первый матч     | Последний матч  | Раунд-начало | Итог выступления | И                      | В                      | Н                      | П                      | ГЗ                     | ГП                     | РМ                     | В%                     |
| ------------------------- | --------------- | --------------- | ------------ | ---------------- | ---------------------- | ---------------------- | ---------------------- | ---------------------- | ---------------------- | ---------------------- | ---------------------- | ---------------------- |
| Вторая лига               | 16 июля 2022    |                 | 1 тур        |                  | 20                     | 5                      | 6                      | 9                      | 20                     | 25                     | -5                     | 25                     |
| Кубок России              | 18 августа 2022 | 31 августа 2022 | 1/256 финала | 1/128 финала     | 2                      | 1                      | 0                      | 1                      | 4                      | 4                      | 0                      | 50                     |
| Всего                     | Всего           | Всего           | Всего        | Всего            | 22                     | 6                      | 6                      | 10                     | 24                     | 29                     | -5                     | 27,3                   |
| Обновлено: 13 ноября 2022 |                 |                 |              |                  |                        |                        |                        |                        |                        |                        |                        |                        |

## Предсезонные и товарищеские матчи
| 2022-07-25 | Химик                                    | 3:1 (1:0) | Пари Нижний Новгород-М | Дзержинск                                            |
| 16:00 МСК  | Чечёткин 21′ · Крюков 73′ · Дружинин 55′ |           | 88′ Артеменко          | Стадион: Капролактамовец Судья: С. Сизов (Дзержинск) |

| 2022-07-29 | Пари Нижний Новгород-М | 0:3 (0:3) | Химик                                   | Бор                                                                      |
|            |                        |           | 20′ (авт.) · 26, 33′ Игрок на просмотре | Стадион: Спорткомплекс «Академия 52» Судья: Д. Рыбаков (Нижний Новгород) |

| 2022-07-06 | Муром     | 2:0 (1:0) | Химик | Муром                |
| 17:00 МСК  | 17′ · 90′ |           |       | Стадион: им.В.Лосева |

## Кубок России
| 2022-08-18 1/256 финала | ФШМ (Москва)                   | 2:3 (1:2) | Химик                                        | Москва                                                                                           |
| 16:00 МСК | Кукушкин 45+2′ · Котенёв 90+4′ | отчет     | 19′ Храмов · 45+1′ Абрамушкин · 89′ Дружинин | Стадион: Лужники (спортивный городок) поле №9 Зрителей: 103 Судья: Марина Крупская (Новоуральск) |
| ФШМ: Мерзлюк, Шерстнёв 66', Алибеков 67', Мамедов 62', Джеджея 67', Моргунов, Колганов, Федин 53', Котенёв, Шахбанов, Кукушкин. · Запасные: Нефёдов, Красильщиков, Шкода 62', Мастерков, Мелешин 67', Смирнов 67', Унтура 53'. · Главный тренер: Алексей Михайлович Шерстнёв. · Химик: Карасёв, Митрофанов 8', 21', Дружинин, Рябков 77', Ермаков, Сутугин 59', Котельников 46', Храмов, Макушкин 6', 46', Чечёткин, Абрамушкин 46'. · Запасные: Шулкин, Шишкин 46', Захаров, Кабутов 59', Синицын 77', Чубукин 21', Груничев 46', 90+2'. · Главный тренер: Сергей Александрович Передня. |                                |           |                                              |                                                                                                  |

| 2022-08-31 1/128 финала | Химик       | 1:2 (1:0) | Муром                                    | Дзержинск                                                  |
| 17:00 МСК | Кабутов 18′ | отчет     | 69′ (пен.) Зинович · 86′ (пен.) Маделхан | Стадион: Химик Зрителей: 355 Судья: Игорь Захаров (Казань) |
| Химик: Сальников, Чубукин, Кабутов 71', Коткльников 88', Тимошкин, Абрамушкин 88', Синицын, Широков 90' 90', Груничев, Сутугин 78', Ермаков 14' , 78'. · Запасные: Карасёв, Рябков 78', Храмов 71', Дружинин 78', Шишкин 88', Захаров, Серов 88'. · Главный тренер: Сергей Александрович Переднря. · Муром: Трунин, Левин, Вотинов 89', Плопа, Запалацкий, Попов 46', Зинович , Чаукин 46', Бутаков, Ильин 46', Волков. · Запасные: Дегтярёв, Комиссаров, Маделхан 46', Сысуев 89', Абдулмеджидов, Чиркин 46', Голуб 46'. · Главный тренер: Евгений Николаевич Перевертайло. |             |           |                                          |                                                            |

## Вторая лига

### Турнирная таблица
Группа 2(2)
| Поз | Команда                     | И  | В | Н | П  | МЗ | МП | РМ  | О  | Квалификация                                                      |
| --- | --------------------------- | -- | - | - | -- | -- | -- | --- | -- | ----------------------------------------------------------------- |
| 7   | Торпедо-2 (Москва)          | 20 | 7 | 6 | 7  | 20 | 27 | −7  | 27 | Выход в подгруппу «Б» (турнир за сохранение места во Второй лиге) |
| 8   | Динамо-2 (Москва)           | 20 | 7 | 3 | 10 | 26 | 34 | −8  | 24 | Выход в подгруппу «Б» (турнир за сохранение места во Второй лиге) |
| 9   | Тверь                       | 20 | 6 | 4 | 10 | 21 | 22 | −1  | 22 | Выход в подгруппу «Б» (турнир за сохранение места во Второй лиге) |
| 10  | Химик (Дзержинск)           | 20 | 5 | 6 | 9  | 20 | 25 | −5  | 21 | Выход в подгруппу «Б» (турнир за сохранение места во Второй лиге) |
| 11  | Знамя Труда (Орехово-Зуево) | 20 | 3 | 4 | 13 | 14 | 38 | −24 | 13 | Выход в подгруппу «Б» (турнир за сохранение места во Второй лиге) |

### Результаты матчей

#### 1 этап
| 2022-07-16 1 тур | Химик | 3:0 (+:-) | Спартак (Кострома) | Дзержинск                                                  |
| 17:00 МСК |       | отчет     |                    | Стадион: Химик Зрителей: 500 Судья: Артём Смолин (Вологда) |
| Химик: Сальников, Чубукин, Чечёткин, Широков , Макушкин, Котельников, Шишкин 73', Крюков 46', Захаров 81', Фролов 17' 24', Кабутов. · Запасные: Карасёв, Груничев, Абрамушкин 46', Серов, Дружинин 81', Рябков, Мячев, Храмов 73'. · Главный тренер: Сергей Александрович Передня. · Спартак: Кузьменко 90+', Соколов, Шабалин 70', Серасхов, Лихачев, Широков 66', Саламатов 32', Пилипенко, Маричев 47', Казанков 44', 66', Укомский 83'. · Запасные: Терехов, Лаврененко, Воробьёв, Буранов 66', Бабков 66', Калабухов, Меренчуков 83', Киреев. · Главный тренер: Владимир Александрович Маминов. |       |           |                    |                                                            |

| 2022-07-24 2 тур | Тверь                      | 2:0 (0:0) | Химик | Тверь                                                              |
| 16:00 МСК | Боковой 56′ · Фрасинюк 90′ | отчет     |       | Стадион: Юность Зрителей: 200 Судья: Александр Маляшкевич (Москва) |
| Тверь: Федюшкин 87', Звонков, Генчу 79', Ананько, Удодов, Актисов , Петерсон 54', Даценко 76', Хачатрян 80', Туманян, Боковой. · Запасные: Марков, Кирянин 80', Миронов Ар., Миронов Ал. 76', Фрасинюк 54'. · Главный тренер: Михаил Юрьевич Пилипко. · Химик: Сальников, Абрамушкин, Широков , Чубукин, Чечёткин, Макушкин, Тимошкин 81', Шишкин 59', Захаров 70', Котельников, Кабутов 70'. · Запасные: Карасёв, Митрофанов 81', 87', Синицын 59', Крюков, Рябков, Дружинин 70', Храмов 70'. · Главный тренер: Сергей Александрович Передня. |                            |           |       |                                                                    |

| 2022-07-30 3 тур | Химик                                     | 3:1 (0:1) | Динамо (Вологда) | Дзержинск                                                        |
| 16:00 МСК | Кабутов 75′ · Широков 61′ · Тимошкин 90+′ | отчет     | 6′ Беляев        | Стадион: Химик Зрителей: 520 Судья: Максим Чембулатов (Кострома) |
| Химик: Сальников, Макушкин, Абрамушкин 45+', 46', Чубукин, Широков 87', Чечёткин, Захаров 38', Котельников 80', Шишкин 46', Храмов 86', Кабутов 49'. · Запасные: Карасёв, Груничев 46', Митрофанов 86', Синицын 80',Тимошкин 38', Дружинин, Фролов 46', Рябков, Сутугин. · Главный тренер: Сергей Александрович Передня. · Динамо: Мараев 66', Тихомолов, Габдуллин 46', Долгов 86', Киров 59', Гультяев, Мешалкин 90+', Парняков 71', Петролай, Беляев 71', Вдовиченко 87'. · Запасные: Лобанов 71', Курышев, Мироненко, Груздев, Рапаков, Куражов 46', Комиссаров 90+', Ганичев 71', Корепов 86'. · Главный тренер: Анатолий Васильевич Кертоакэ. |                                           |           |                  |                                                                  |

| 2022-08-05 4 тур | Торпедо-2 (Москва) | 0:0 (0:0) | Химик | Долгопрудный                                                   |
| 18:00 МСК |                    | отчет     |       | Стадион: Салют Зрителей: 160 Судья: Роман Труханович (Барнаул) |
| Торпедо-2: Бондарь, Гвардеев 69', Майсиев, Ткачук, Глойдман, Мишуков, Орехов, Сарамутин 46', Усанов 55', Климов 46', Павленко 18', 46'. · Запасные: Ермаков, Кузин 46', Гавриков, Антипенко, Ламанов 46', 87', Токарев 69', Сергеев, Сычев 46', Либерман 55', 90+'. · Главный тренер: Николай Николаевич Ковардеев. · Химик: Сальников, Груничев 65', Широков , Чубукин 46', Чечёткин, Макушкин 90+', Тимошкин 84', Фролов, Котельников 84', 90+', Кабутов 39', Храмов. · Запасные: Карасёв, Абрамушкин 65', Сутугин 84', Синицын 46', Шишкин 39', Дружинин, Захаров 84'. · Главный тренер: Сергей Александрович Передня. |                    |           |       |                                                                |

| 2022-08-15 6 тур | Химик | 0:1 (0:1) | Динамо-2 (Москва) | Дзержинск                                                       |
| 17:00 МСК |       | отчет     | 17′ Бабаев        | Стадион: Химик Зрителей: 500 Судья: Андрей Прокопов (Ярославль) |
| Химик: Сальников, Груничев, Широков 89', Чубукин 46', Чечёткин, Макушкин 80', Захаров 64', Синицын, Котельников 56', Кабутов, Храмов 56'. · Запасные: Карасёв, Абрамушкин 56', 84', Митрофанов 56', Крюков 80', Сутугин 64', Рябков, Ермаков, Дружинин, Шишкин 46'. · Главный тренер: Сергей Александрович Передня. · Динамо-2: Купцов, Бессмертный, Цесь, Александров, Осокин 23', Шагиахметов 63', Бегун, Зазвонкин 68', Бабаев 68', Боков, Чупаёв 60'. · Запасные: Давыдов, Зайдензаль, Ролдугин, Лепский, Жуковский 60', 89', Лепехин, Назаренко 68', 90+', Смелов 68'. · Главный тренер: Александр Николаевич Кульчий. |       |           |                   |                                                                 |

| 2022-08-21 7 тур | Чертаново (Москва)       | 0:1 (0:0) | Химик | Москва                                                         |
| 16:00 МСК | Савельев 45' · Конев 67′ | отчет     |       | Стадион: Арена Чертаново Судья: Максим Скорочкин (Владивосток) |
| Чертаново: Радионов 90+', Дудкин, Фурман 67', Грибакин, Молодняков, Бартасевич , Левин 90+', Сулейманов 57', 71', Савельев 90', 90+', Конев 41', 71'. · Запасные: Задирака, Ямлиханов, Нафиков, Хомяков 90+', Мелехов 90+', Селюков 71', Шматов, Ваганов, Попов 71', Якименко 67'. · Главный тренер: Сергей Николаевич Чикишев. · Химик: Сальников, Широков 37' 57', Чубукин, Чечеткин 34', Макушкин 79', Дружинин 64', Захаров 46', Синицын, Ермаков 49', Кабутов 64', Храмов, 75'. · Запасные: Карасев, Митрофанов, Груничев 49', 65', Абрамушкин 75', Рябков 64', Сутугин, Тимошкин 46', Шишкин 64', Котельников. · Главный тренер: Сергей Александрович Передня. |                          |           |       |                                                                |

| 2022-08-27 8 тур | Химик      | 1:2 (1:2) | Муром                       | Дзержинск                                                      |
| 16:00 МСК | Храмов 39′ | отчет     | 15′ Волков · 33′ Запалацкий | Стадион: Химик Зрителей: 423 Судья: Павел Лысенко (Йошкар-Ола) |
| Химик: Карасев , Чечеткин 71', Груничев 90+', Чубукин, Абрамушкин 87', Тимошкин, Синицын, Сутугин 71', Ермаков 21', 78', Храмов 62', Кабутов 78' · Запасные: Сальников, Митрофанов, Серов, Крюков, Захаров 71', Шишкин 78', Рябков 78', Котельников 71', Храмов 62'. · Главный тренер: Сергей Александрович Передня. · Муром: Дегтярёв, Бутаков, Запалацкий 22', 46', Плопа, Волков 87', Левин, Чиркин, Зинович 37', Чаукин 87', Маделхан, Голуб 46' · Запасные: Романов, Трунин, Владимиров, Омаров 87', Абдулмеджидов, Сысуев 37' 78', Щеглов, Попов 46', Ильин 46', Комиссаров, Вотинов 78'. · Главный тренер: Евгений Николаевич Перевертайло. |            |           |                             |                                                                |

| 2022-09-04 9 тур | Текстильщик (Иваново)         | 1:2 (0:0) | Химик           | Иваново                                                              |
| 16:00 МСК | Карпук 70′ · Мацхарашвили 72′ | отчет     | 78′ Котельников | Стадион: Текстильщик Зрителей: 2456 Судья: Евгений Буланов (Саранск) |
| Текстильщик: Яворский, Климов, Шилов, Седов 20', Жиронкин, Елисеев, Вазитдинов, Мацхарашвили, Лях 73', Калугин 68', Карпук 47', 79'. · Запасные: Кашинцев, Евинов, Вербин, Сентюрин, Гилилов, Батов 73', Косянчук 68', Чесноков, Хусаинов, Селеменев 79'. · Главный тренер: Игорь Владимирович Колыванов. · Химик: Карасев, Широков , Чечеткин, Абрамушкин 46', Чубукин, Груничев, Сутугин 66', Тимошкин, Синицын 90', Ермаков 76', Беляков 84'. · Запасные: Сальников, Дружинин, Захаров, Котельников 76', 80', Рябков, Кабутов 46', Храмов 66'. · Главный тренер: Сергей Александрович Передня. |                               |           |                 |                                                                      |

| 2022-09-10 10 тур | Химик                       | 2:0 (1:0) | Знамя Труда (Орехово-Зуево) | Дзержинск                                                     |
| 16:00 МСК | Котельников 21′, 84′ (пен.) | отчет     | 33' Бетюжнов                | Стадион: Химик Зрителей: 370 Судья: Герман Коваленко (Казань) |
| Химик: Карасев, Чубукин 69', Груничев 64', Чечеткин, Широков , Тимошкин 90+', Котельников 34' 90+', Синицын, Сутугин 64', Ермаков 27', Беляков. · Запасные: Сальников, Серов 90+', Абрамушкин 64', Захаров, Минаев, Дружинин, Рябков 90+', Храмов 64', Кабутов 27' 55' 82'. · Главный тренер: Сергей Александрович Передня. · Знамя Труда: Герасимов, Потапов, Харланов 86', Чижиков 83', Бетюжнов, Оболенский, Виговский, Киселёв, Урхов, Холявский 46', Коноплев 86'. · Запасные: Заборовский, Хвиюзов, Климов, Кушаров, Ливаднов 86', Чупин, Агаев, Потапов 46', Субботин, Шаронов, Сайфулин 86', Ряховский. · Главный тренер: Валерий Вячеславович Есинов. |                             |           |                             |                                                               |

| 2022-09-18 11 тур | Торпедо-Владимир        | 2:1 (1:1) | Химик           | Владимир                                                    |
| 16:00 МСК | Далиев 40′ · Хохлов 71′ | отчет     | 31′ Котельников | Стадион: Торпедо Зрителей: 292 Судья: Артем Харин (Вологда) |
| Торпедо-Владимир: Смирнов, Зенин, Горбачёв, Шолох 11', Лабзин , Хохлов, Краснов, Далиев 81', Родионов 87', Чувилов 58', Судариков 52' 81'. · Запасные: Ковешников, Скворцов, Перфилов, Сасс 87', Жаров 81', Булычев 81'. · Главный тренер: Горбачёв Александр Николаевич. · Химик: Карасев, Широков , Чечеткин, Груничев 85', Чубукин, Тимошкин 85', Сутугин 64', Котельников 53', Синицын 85', Беляков, Храмов. · Запасные: Сальников, Абрамушкин 64', Ермаков 53' 78', Минаев, Захаров 85', Рябков 85', Дружинин 85'. · Главный тренер: Сергей Александрович Передня. |                         |           |                 |                                                             |

| 2022-09-22 12 тур | Химик       | 1:1 (0:1) | Тверь              | Дзержинск                                                   |
| 16:00 МСК | Кабутов 71′ | отчет     | 40′ (пен.) Боковой | Стадион: Химик Зрителей: 165 Судья: Ваге Чичилян (Бронницы) |
| Химик: Карасев, Макушкин 75', Чубукин 39', Груничев, Широков 41', Котельников, Сутугин 72', Синицын 46', Тимошкин, Беляков, Кабутов 74'. · Запасные: Сальников, Абрамушкин, Чечеткин, Минаев, Захаров, Ермаков 74', Дружинин, Рябков, Храмов 46'. · Главный тренер: Сергей Александрович Передня. · Тверь: Федюшкин, Ананько, Актисов , Маругин, Генчу, Кирянин, Даценко, Хачатрян 84', Зияисов 80', Боковой, Фрасинюк. · Запасные: Монахов, Марков, Бронников 80', Миронов Ар., Магомедов 84', Петерсон, Миронов Ал., Туманян. · Главный тренер: Михаил Юрьевич Пилипко. |             |           |                    |                                                             |

| 2022-09-26 13 тур | Динамо Вологда | 0:0 (0:0) | Химик       | Вологда                                                     |
| 15:00 МСК |                | отчет     | 54' Беляков | Стадион: Динамо Зрителей: 350 Судья: Антон Сидорин (Москва) |
| Динамо Вологда: Лобанов, Габдуллин 68', Гультяев, Долгов, Киров, Малыгин 59', Ганичев, Мешалкин 90', Парняков 59', Корепов 68', Беляев 80'. · Запасные: Барышев, Тихомолов, Разов, Финашин, Куражов 80', Рапаков 59', Петролай 59', Комиссаров, Олийнык 68', Кириллов, Вдовиченко 68'. · Главный тренер: Анатолий Васильевич Кертоакэ. · Химик: Карасев 89', Макушкин 52', Чубукин, Груничев, Широков 38', Котельников 46', Сутугин 86', Синицын 50', Тимошкин, Беляков, Кабутов 67'. · Запасные: Сальников, Чечеткин, Абрамушкин, Захаров, Ермаков 46', Рябков, Храмов 86'. · Главный тренер: Сергей Александрович Передня. |                |           |             |                                                             |

| 2022-10-02 14 тур | Химик             | 1:0 (1:0) | Торпедо-2 (Москва) | Дзержинск                                                          |
| 14:00 МСК | 1′ (авт.) Майсиев | отчет     |                    | Стадион: Химик Зрителей: 350 Судья: Станислав Исаев (Великие Луки) |
| Химик: Карасев, Чубукин, Груничев 68', Чечеткин, Сутугин 88', Котельников 90+', Синицын, Тимошкин, Ермаков, Беляков, Кабутов 78'. · Запасные: Сальников, Абрамушкин 88', Серов, Шишкин, Захаров, Минаев, Дружинин, Рябков 90+', Храмов 85'. · Главный тренер: Сергей Александрович Передня. · Торпедо-2: Космаенко, Майсиев, Евдокимов, Кузин 68', Ткачук, Мишуков, Орехов 46', Сарамутин 68', Усанов 46', Данилин, Сычев 46'. · Запасные: Ермаков, Глойдман, Кочетков, Антипенко, Гавриков 68', Ламанов, Сергеев 46', Климов 46', Токарев 46', Либерман 68'. · Главный тренер: Виталий Борисович Кулев. |                   |           |                    |                                                                    |

| 2022-10-15 16 тур | Динамо-2 (Москва) | 1:1 (0:0) | Химик           | Химки                                                                                 |
| 15:00 МСК | Зазвонкин 76′     | отчет     | 52′ Котельников | Стадион: «ВТБ УТБ «Новогорск-Динамо» Зрителей: 53 Судья: Виталий Молдован (Краснодар) |
| Динамо-2: Будачев, Бессмертный , Александро, Зайдензаль, Шагиахметов, Бегун 82', Балахонов 46', Галкин 65', Чупаёв 46', Бабаев, Зазвонкин 84'. · Запасные: Давыдо, Подгузов, Ролдугин, Окишор 46', Жуковский, Майоров 65', Хубулов 46', Ермолин. · Главный тренер: Александр Николаевич Кульчий. · Химик: Карасев, Чубукин, Широков , Макушкин, Котельников 75', Сутугин, Тимошкин 46', Синицын, Ермаков 75', Беляков, Кабутов. · Запасные: Сальников, Чечеткин 75', Груничев, Абрамушкин, Шишкин, Захаров 46', Храмов 75'. · Главный тренер: Сергей Александрович Передня. |                   |           |                 |                                                                                       |

| 2022-10-19 17 тур | Химик       | 1:6 (1:4) | Чертаново (Москва)                                            | Дзержинск                                               |
| 14:00 МСК | Беляков 42′ | отчет     | 23′, 40′, 43′ Савельев · 45′ Левин · 74′ Конев · 82′ Якименко | Стадион: Химик Зрителей: 150 Судья: Ян Марушко (Самара) |
| Химик: Карасев, Чечеткин 46', Широков 15', Макушкин 77', Котельников 25', Сутугин 14', Тимошкин, Синицин, Ермаков, Беляков 87', Кабутов 77'. · Запасные: Сальников, Серов, Митрофанов 77', Абрамушкин 46', Груничев 25', Минаев 87', Шишкин, Захаров, Храмов 77'. · Главный тренер: Сергей Александрович Передня. · Чертаново: Радионов, Дудкин, Ямлиханов, Бартасевич , Редькович, Левин 77', Селюков 61', Тюменцев, Лямзин, Савельев 30' 46', Конев 82'. · Запасные: Задирака, Фурман 46', Грибакин, Мелехов, Хомяков 77', Ваганов, Попов 82', Якименко 46', Надольский 61'. · Главный тренер: Сергей Николаевич Чикишев. |             |           |                                                               |                                                         |

| 2022-10-24 18 тур | Муром | 0:0 (0:0) | Химик | Муром                                                                  |
| 18:00 МСК |       | отчет     |       | Стадион: им. В. Лосева Зрителей: 470 Судья: Станислав Матвеев (Троицк) |
| Муром: Дегтярев, Бутаков 19', Запалацкий, Волков, Плопа, Попов 62', Ильин 62', Левин, Чиркин 82', Зинович, Вотинов. · Запасные: Трунин, Романов, Иванов, Владимиров, Щеглов, Абдулмеджидов, Перцев, Комиссаров 80', Маделхан 62', Голуб 62' 78' 80'. · Главный тренер: Евгений Николаевич Перевертайло. · Химик: Сальников, Груничев, Чубукин 44', Макушкин 14', Котельников 69', Сутугин, Тимошкин 83', Синицын 89', Ермаков 87', Беляков, Кабутов 74'. · Запасные: Шулкин, Митрофанов 51' 90', Серов 44' 51', Шишкин, Захаров, Минаев, Храмов 87'. · Главный тренер: Сергей Александрович Передня. |       |           |       |                                                                        |

| 2022-10-30 19 тур | Химик              | 1:0 (1:0) | Текстильщик (Иваново) | Дзержинск                                                    |
| 14:00 МСК | Сутугин 34′ (пен.) | отчет     |                       | Стадион: Химик Зрителей: 320 Судья: Игорь Капленков (Москва) |
| Химик: Сальников, Груничев, Чубукин, Макушкин 42', Широков 21', Тимошкин, Синицын, Ермаков, Сутугин 75' 90', Беляков 64' , Храмов. · Запасные: Карасев, Митрофанов 90', Абрамушкин 64', Шишкин, Мячев, Минаев, Рябков, Дружинин, Захаров. · Главный тренер: Николай Николаевич Кашенцев. · Текстильщик: Кашинцев, Евинов 33' 46', Кокоев 46', Седов, Вазаитдинов, Жиронкин, Калугин 62' 68', Лях , Батов 44' 59', Сентюрин, Карпук. · Запасные: Яворский, Шилов 46' 72', Вербин, Корольков 59', Чесноков 72', Елисеев 46', Селеменев, Хусаинов 68'. · Главный тренер: Игорь Владимирович Колыванов. |                    |           |                       |                                                              |

| 2022-11-05 20 тур | Знамя Труда (Орехово-Зуево) | 2:2 (0:1) | Химик                       | Орехово-Зуево                                                        |
| 15:00 МСК | Коноплев 66′, 78′ (пен.)    | отчет     | 17′ Тимошкин · 90+′ Беляков | Стадион: Знамя труда Зрителей: 120 Судья: Михаил Таран (Архангельск) |
| Знамя Труда: Хвиюзов, Кушаров, Ливаднов, Потапов 41', Чупин, Оболенцев, Урхов 27', Бетюжнов 90+', Потапов 88', Кисилёв, Коноплев 90+'. · Запасные: Заборовский, Герасимов, Харланов 27', Климов, Шаронов, Субботин, Сайфулин, Васюков, Холявский, Костяев 88', Строилов 90+'. · Главный тренер: Игорь Вячеславович Пывин. · Химик: Сальников, Чубукин, Груничев, Макушкин, Широков 76', Тимошкин, Сутугин 39' 79', Синицын 90', Ермаков 56' 61', Беляков 80', Беляков 90+'. · Запасные: Карасев, Митрофанов, Абрамушкин 90', Котельников 61' 70', Захаров, Минаев, Храмов 79'. · Главный тренер: Сергей Александрович Передня. |                             |           |                             |                                                                      |

| 2022-11-09 21 тур | Химик                        | 2:3 (1:2) | Торпедо-Владимир      | Дзержинск                                                       |
| 14:00 МСК | Храмов 34′ · Митрофанов 90+′ | отчет     | 26′, 59′ (пен.) · 30′ | Стадион: Химик Зрителей: 173 Судья: Александр Ануфриев (Москва) |
| Химик: Сальников, Абрамушкин 86', Чубукин, Груничев, Широков , Макушкин 58' 70', Ермаков 14' 70', Синицын 23', Тимошкин, Кабутов, Храмов 81'. · Запасные: Карасев, Митрофанов 70', Мячев, Котельников, Минаев, Захаров 70', Фролов 81', Рябков, Дружинин. · Главный тренер: Сергей Александрович Передня. · Торпедо-Владимир: Смирнов, Омаров , Горбачёв, Перфилов, Поляков, Родионов 82', Хохлов 90+', Далиев 73', Чувилов, Краснов 90+', Жаров 73'. · Запасные: Ковешников, Скворцов, Зенин 90+', Шолох 90+', Сасс 82', Булычев 73', Судариков 73'. · Главный тренер: Александр Николаевич Горбачёв. |                              |           |                       |                                                                 |

| 2022-11-13 22 тур | Спартак (Кострома) | 1:0 (0:0) | Химик | Кострома                                                     |
| 14:00 МСК | Меренчуков 80′     | отчет     |       | Стадион: Урожай Зрителей: 1475 Судья: Игорь Вертков (Москва) |
| Спартак: Кузьменко, Бугриев, Лихачев, Соколов, Серасхов, Бабков 39' 73', Чурсин 73', Буранов , Калабухов 46', Киреев 35', Укомский. · Запасные: Терехов, Кузнецов, Буталов, Воробьев, Бабунашвили, Саламатов 46', Пилипенко, Бабаев, Широков 73', Докучаев 73', Меренчуков 35', Нестеров. · Главный тренер: Георгий Евгеньевич Бычков. · Химик: Карасев, Абрамушкин, Митрофанов 68', Груничев 60', Чубукин 84', Широков , Тимошкин 83', Сутугин 28', Беляков, Храмов 83'. · Запасные: Шулкин, Чечеткин, Фролов 83', Захаров, Котельников, Минаев, Кабутов 83'. · Главный тренер: Сергей Александрович Передня. |                    |           |       |                                                              |

### Результаты по турам
| Тур   | 01 | 02 | 03 | 04 | 05 | 06 | 07 | 08 | 09 | 10 | 11 | 12 | 13 | 14 | 15 | 16 | 17 | 18 | 19 | 20 | 21 | 22 |
| ----- | -- | -- | -- | -- | -- | -- | -- | -- | -- | -- | -- | -- | -- | -- | -- | -- | -- | -- | -- | -- | -- | -- |
| Поле  | Д  | В  | Д  | В  | —  | Д  | В  | Д  | В  | Д  | В  | Д  | В  | Д  | —  | В  | Д  | В  | Д  | В  | Д  | В  |
| Итог  | В  | П  | В  | Н  |    | П  | П  | П  | П  | В  | П  | Н  | Н  | В  |    | Н  | П  | Н  | В  | Н  | П  | П  |
| Место | 9  | 7  | 4  | 5  | —  | 6  | 8  | 10 | 10 | 8  | 8  | 8  | 10 | 7  | —  | 8  | 10 | 10 | 9  | 8  | 9  | 10 |

Последнее обновление: 13 ноября 2022.
Источник: Вторая лига

Поле: Д = дома; В = на выезде. Итог: Н = ничья; П = команда проиграла; В = команда выиграла; О = матч отложен.

### Бомбардиры
| Позиция | Номер | Имя                | Вторая лига | Кубок России | Итого |
| ------- | ----- | ------------------ | ----------- | ------------ | ----- |
| П/з     | 77    | Даниил Котельников | 5           | 0            | 5     |
| Нап.    | 11    | Руслан Кабутов     | 2           | 1            | 3     |
| Нап.    | 28    | Даниил Храмов      | 2           | 1            | 3     |
| П/з     | 19    | Сергей Тимошкин    | 2           | 0            | 2     |
| Нап.    | 9     | Игор Беляков       | 2           | 0            | 2     |
| П/з     | 48    | Иван Сутугин       | 1           | 0            | 1     |
| Защ.    | 5     | Артем Широков      | 1           | 0            | 1     |
| Защ.    | 69    | Виктор Митрофанов  | 1           | 0            | 1     |
| Защ.    | 35    | Никита Абрамушкин  | 0           | 1            | 1     |
| П/з     | 14    | Алексей Дружинин   | 0           | 1            | 1     |
| ВСЕГО   | ВСЕГО | ВСЕГО              | 16          | 4            | 20    |

### Сухие матчи
| Номер | Имя            | Вторая лига | Кубок России | Итого |
| ----- | -------------- | ----------- | ------------ | ----- |
| 13    | Иван Сальников | 3           | 0            | 3     |
| 66    | Рассул Карасев | 2           | 0            | 2     |
| ВСЕГО | ВСЕГО          | 5           | 0            | 5     |

### Пенальти
| Игрок              | Дата       | Соревнование | Соперник       | Минута | Статус | Счёт | Итог |
| ------------------ | ---------- | ------------ | -------------- | ------ | ------ | ---- | ---- |
| Даниил Котельников | 10.09.2022 | Вторая лига  | Знамя Труда    | 84'    | Забит  | 2:0  | 2:0  |
| Игорь Беляков      | 26.09.2022 | Вторая лига  | Динамо Вологда | 54'    | Промах | 0:0  | 0:0  |
| Иван Сутугин       | 30.10.2022 | Вторая лига  | Текстильщик    | 34'    | Забит  | 1:0  | 1:0  |

### Общая статистика
| Сыграно матчей                        | 22                       |
| Победы                                | 6                        |
| Ничьи                                 | 6                        |
| Поражения                             | 10                       |
| Забито мячей                          | 24                       |
| Пропущено мячей                       | 29                       |
| Разница мячей                         | -5                       |
| Матчей на ноль                        | 6                        |
| Жёлтых карточек                       | 63                       |
| Удаления                              | 5                        |
| Худшая дисциплина                     | Артем Широков            |
| Лучший счёт                           | 3:0 (Спартак (Кострома)) |
| Худший счёт                           | 1:6 (Чертаново (Москва)) |
| Наибольшее число матчей без поражений | 4                        |
| Наибольшее число матчей без побед     | 6                        |
| Лучший бомбардир                      | Даниил Котельников (5)   |
| Наибольшее число матчей               | Даниил Храмов (20)       |